# 윤흥식
윤흥식(尹興植, 1950년 12월 12일 ~ 2022년 3월 25일)은 대한민국의 방송 프로듀서, 방송인이다.

## 학력
- 1968년 군산고등학교 졸업
- 고려대학교 신문방송학과 학사 졸업

## 경력
- 1975년 TBC PD
- KBS 드라마본부 PD
- KBS TV제작본부 드라마운영팀장
- KBS 드라마본부 편성기획팀장 (국장급)
- KBS 드라마본부 센터장 (본부장급)
- KBS 외주제작국 제작위원
- KBS 전주방송총국장
- KBS 강태원복지재단 사무국장

## 주요 작품

### 연출
- 토지(1987년~1989년)
- 우리가 사랑하는 죄인(1990년)
- 맥랑시대(1991년~1992년)
- 땅울림(1995년)
- 프로젝트(1996년)

### 책임프로듀서
- 종이학(1998~1999년)
- 학교 (드라마)(1999년)
- RNA(2000년)
- 가을동화(2000년)

### 편성 기획
- 찬란한 여명(1995~1996년)
- 용의 눈물(1996~1998년)
- 왕과비(1998~2000년)
- 태조 왕건(2000~2002년)

## 수상 경력
- 1989년 백상예술대상 TV부문 신인연출작 수상
- 1998년 한국방송대상 대상(KBS 용의 눈물)

## 가족 관계
- 배우자: 김명숙
  - 아들: 윤상원, 윤상훈

## 같이 보기
- 김재형
- 신봉승
- 이병훈